# سیارک ۲۰۳۶۴
سیارک ۲۰۳۶۴ (به انگلیسی: 20364 Zdenekmiler، نامگذاری:1998KC5) بیست هزار و سیصد و شصت و چهارمین سیارک کشف شده‌است که در ۲۰ مه ۱۹۹۸ کشف شد.
قدر مطلق سیارک برابر ۳۳.۸ است.